# エリア・ディ・ボルボーネ＝パルマ
エリア・ディ・ボルボーネ＝パルマ（イタリア語: Elia di Borbone-Parma, 1880年7月23日 - 1959年6月27日）は、ボルボーネ＝パルマ家の家長および名目上のパルマ公（1950年 - 1959年）。1907年から1950年までは、兄にあたる2代の家長の摂政を務めた。

## 生涯
最後のパルマ公で既にパルマを追われていたロベルト1世と、最初の妻の両シチリア王女マリーア・ピアの間に四男（第10子、ただし長兄フェルディナンドは誕生後間もなく夭逝しており、実質的には三男）としてフランス領バスクのビアリッツに生まれる。廃位後もパルマ公家は莫大な財産を有しており、フランスのシャンボール城をはじめ、オーストリアやイタリアにも城を所有していた。
1903年5月25日、ハプスブルク＝ロートリンゲン家の一族であるテシェン公女マリア・アンナとウィーンで結婚した。マリーア・アンナとの間に3男5女を儲けた。
- エリザベッタ（1904年 - 1983年）
- カルロ（1905年 - 1912年）
- マリア・フランチェスカ（1906年 - 1994年）
- ロベルト・ウーゴ（1909年 - 1974年）
- フランチェスコ（1913年 - 1939年）
- ジョヴァンナ（1916年 - 1949年）
- アリーチェ（1917年 - 2017年） - カラブリア公アルフォンソと結婚
- マリア・クリスティーナ（英語版）（1925年 - 2009年）

1907年に父ロベルト1世が死去すると、次兄エンリコがボルボーネ＝パルマ家の家長、および名目上のパルマ公となった。しかしエンリコは知的障害者であったため、エリアが摂政として事実上の家長の役割を果たした。1910年には父と後妻マリーア・アントーニアの子である異母弟妹たちとの合意で財産分与を行ったが、その際に財産の半分を実質的な家長としての役割に見合うものとして自らのものとした。その中にはシャンボール城も含まれていたが、1930年にフランス政府の資産となった。
エンリコは1939年に死去したが、跡を継いだ次の兄ジュゼッペも知的障害者であったため、エリアが摂政を続けた。1950年にジュゼッペが死去した後はエリアが名実ともに家長となった。
1959年、オーストリアのフリートベルクで死去した。